# Angol labdarúgó-stadionok listája
Anglia meglévő és tervezett labdarúgó-stadionjainak listája befogadóképesség szerint.
Angliában rendkívül sok labdarúgó-stadion és pálya található, így a lista nem teljes, az alábbi kritériák közül legalább egynek megfelelő stadionok szerepelnek rajta:
- Legalább ötezer fő befogadására képes
- Az angol labdarúgó-rendszer első négy osztályában (Premier League, Championship, League One, League Two) szereplő klubok stadionjai.
- A női angol labdarúgó-rendszer első osztályában szereplő klubok stadionjai.

## Meglévő stadionok
| #                       | Stadion                         | Város                            | Befogadóképesség | Csapat                            | Bajnokság                                            | Megynitás | Kép |
| ----------------------- | ------------------------------- | -------------------------------- | ---------------- | --------------------------------- | ---------------------------------------------------- | --------- | --- |
| 1                       | Wembley Stadion                 | Wembley, London                  | 90 000           | Anglia (férfi, női és utánpótlás) |                                                      | 2007      |     |
| 2                       | Old Trafford                    | Old Trafford, Greater Manchester | 74 197           | Manchester United                 | Premier League                                       | 1910      |     |
| 3                       | Tottenham Hotspur Stadion       | Tottenham, London                | 62 850           | Tottenham Hotspur                 | Premier League                                       | 2019      |     |
| 4                       | London Stadion                  | Stratford, London                | 62 500           | West Ham United                   | Premier League                                       | 2012      |     |
| 5                       | Anfield                         | Anfield, Liverpool               | 61 276           | Liverpool                         | Premier League                                       | 1884      |     |
| 6                       | Emirates Stadion                | Holloway, London                 | 60 704           | Arsenal                           | Premier League                                       | 2006      |     |
| 6                       | Emirates Stadion                | Holloway, London                 | 60 704           | Arsenal WFC                       | Women’s Super League                                 | 2006      |     |
| 7                       | Manchesteri Városi Stadion      | Bradford, Manchester             | 52 900           | Manchester City                   | Premier League                                       | 2002      |     |
| 8                       | Hill Dickinson Stadion          | Liverpool                        | 52 888           | Everton                           | Premier League                                       | 2025      |     |
| 9                       | St James’ Park                  | Newcastle upon Tyne              | 52 258           | Newcastle United                  | Premier League                                       | 1892      |     |
| 10                      | Stadium of Light                | Monkwearmouth, Sunderland        | 48 095           | Sunderland                        | EFL Championship                                     | 1997      |     |
| 11                      | Villa Park                      | Aston, Birmingham                | 42 918           | Aston Villa                       | Premier League                                       | 1897      |     |
| 11                      | Villa Park                      | Aston, Birmingham                | 42 918           | Aston Villa WFC                   | Women’s Super League                                 | 1897      |     |
| 12                      | Stamford Bridge                 | Fulham, London                   | 40 173           | Chelsea                           | Premier League                                       | 1877      |     |
| 13                      | Goodison Park                   | Walton, Liverpool                | 39 414           | Everton                           | Premier League                                       | 1892      |     |
| 14                      | Elland Road                     | Beeston, Leeds                   | 37 608           | Leeds United                      | EFL Championship                                     | 1897      |     |
| 15                      | Hillsborough                    | Owlerton, Sheffield              | 34 945           | Sheffield Wednesday               | EFL Championship                                     | 1899      |     |
| 16                      | Riverside Stadion               | Middlesbrough                    | 33 931           | Middlesbrough                     | EFL Championship                                     | 1997      |     |
| &0000000000001000000000 | Cardiff City Stadion            | Leckwith, Cardiff                | 33 280           | Cardiff City                      | EFL Championship                                     | 2009      |     |
| 17                      | Pride Park                      | Derby                            | 32 956           | Derby County                      | EFL Championship                                     | 1997      |     |
| 18                      | Coventry Building Society Arena | Coventry                         | 32 609           | Coventry City                     | EFL Championship                                     | 2005      |     |
| 19                      | St. Mary Stadion                | Southampton                      | 32 384           | Southampton                       | Premier League                                       | 2001      |     |
| 20                      | King Power Stadion              | Leicester                        | 32 259           | Leicester City                    | Premier League                                       | 2002      |     |
| 20                      | King Power Stadion              | Leicester                        | 32 259           | Leicester City WFC                | Women’s Super League                                 | 2002      |     |
| 21                      | Bramall Lane                    | Sheffield                        | 32 050           | Sheffield United                  | EFL Championship                                     | 1855      |     |
| 21                      | Bramall Lane                    | Sheffield                        | 32 050           | Sheffield United WFC              | Women's Championship                                 | 1855      |     |
| 22                      | Falmer Stadion                  | Falmer, Brighton                 | 31 876           | Brighton & Hove Albion            | Premier League                                       | 2011      |     |
| 23                      | Molineux                        | Wolverhampton                    | 31 750           | Wolverhampton Wanderers           | Premier League                                       | 1889      |     |
| 24                      | Ewood Park                      | Blackburn                        | 31 363           | Blackburn Rovers                  | EFL Championship                                     | 1882      |     |
| 25                      | Városi Stadion                  | West Bridgford                   | 30 404           | Nottingham Forest                 | Premier League                                       | 1898      |     |
| 26                      | Stadium MK                      | Denbigh, Milton Keynes           | 30 303           | Milton Keynes Dons                | EFL League Two                                       | 2007      |     |
| 27                      | bet365 Stadion                  | Stoke-on-Trent                   | 30               | Stoke City                        | EFL Championship                                     | 1997      |     |
| 28                      | Portman Road                    | Ipswich                          | 29 813           | Ipswich Town                      | Premier League                                       | 1884      |     |
| 29                      | St. Andrew’s                    | Bordesley, Birmingham            | 29 409           | Birmingham City                   | EFL League One                                       | 1906      |     |
| 29                      | St. Andrew’s                    | Bordesley, Birmingham            | 29 409           | Birmingham City Ladies            | Women's Championship                                 | 1906      |     |
| 30                      | Toughsheet Community Stadion    | Horwich, Bolton                  | 28 018           | Bolton Wanderers                  | EFL League One                                       | 1997      |     |
| 31                      | Carrow Road                     | Norwich                          | 27 359           | Norwich City                      | EFL Championship                                     | 1935      |     |
| 32                      | The Valley                      | Charlton, London                 | 27 111           | Charlton Athletic                 | EFL League One                                       | 1919      |     |
| 33                      | The Hawthorns                   | West Bromwich                    | 26 688           | West Bromwich Albion              | EFL Championship                                     | 1900      |     |
| 34                      | Ashton Gate Stadion             | Bristol                          | 26 459           | Bristol City                      | EFL Championship                                     | 1887      |     |
| 35                      | MKM Stadion                     | Hull                             | 25 586           | Hull City                         | EFL Championship                                     | 2002      |     |
| 35                      | MKM Stadion                     | Hull                             | 25 586           | Hull FC (rögbi)                   | Super League                                         | 2002      |     |
| 36                      | Selhurst Park                   | Selhurst, London                 | 25 194           | Crystal Palace                    | Premier League                                       | 1924      |     |
| 37                      | Brick Közösségi Stadion         | Wigan                            | 25 133           | Wigan Athletic                    | EFL League One                                       | 1999      |     |
| 37                      | Brick Közösségi Stadion         | Wigan                            | 25 133           | Wigan Warriors (rögbi)            | Super League                                         | 1999      |     |
| 38                      | Craven Cottage                  | Fulham, London                   | 24 500           | Fulham                            | Premier League                                       | 1896      |     |
| 39                      | Valley Parade                   | Bradford                         | 24 433           | Bradford City                     | EFL League Two                                       | 1886      |     |
| 40                      | Madejski Stadion                | Reading                          | 24 376           | Reading                           | EFL League One                                       | 1998      |     |
| 40                      | Madejski Stadion                | Reading                          | 24 376           | Reading Women                     | Women's Championship                                 | 1998      |     |
| 41                      | Kirklees Stadion                | Huddersfield                     | 24 329           | Huddersfield Town                 | EFL League One                                       | 1994      |     |
| 41                      | Kirklees Stadion                | Huddersfield                     | 24 329           | Huddersfield Giants (rögbi)       | Super League                                         | 1994      |     |
| 42                      | Deepdale                        | Preston                          | 23 404           | Preston North End                 | EFL Championship                                     | 1878      |     |
| 43                      | Oakwell                         | Barnsley                         | 23 287           | Barnsley                          | EFL League One                                       | 1888      |     |
| 44                      | Vicarage Road                   | Watford                          | 22 200           | Watford                           | EFL Championship                                     | 1921      |     |
| 45                      | Turf Moor                       | Burnley                          | 21 744           | Burnley                           | EFL Championship                                     | 1883      |     |
| &0000000000001000000000 | Liberty Stadion                 | Landore, Swansea                 | 20 996           | Swansea City                      | EFL Championship                                     | 2003      |     |
| 46                      | Fratton Park                    | Milton, Portsmouth               | 20 899           | Portsmouth                        | EFL Championship                                     | 1899      |     |
| 47                      | Meadow Lane                     | Nottingham                       | 19 841           | Notts County                      | EFL League Two                                       | 1910      |     |
| 48                      | The Den                         | Bermondsey, London               | 19 369           | Millwall                          | EFL Championship                                     | 1993      |     |
| 49                      | Langtree Park                   | St Helens                        | 18 193           | Liverpool Women                   | Women’s Super League                                 | 2011      |     |
| 50                      | Loftus Road                     | White City, London               | 18 193           | Queens Park Rangers               | EFL Championship                                     | 1904      |     |
| 51                      | Home Park                       | Plymouth                         | 17 904           | Plymouth Argyle                   | EFL Championship                                     | 1901      |     |
| 52                      | Brentfordi Közösségi Stadion    | Brentford, London                | 17 250           | Brentford                         | Premier League                                       | 2020      |     |
| 53                      | Brunton Park                    | Carlisle                         | 17 030           | Carlisle United                   | EFL League Two                                       | 1909      |     |
| 54                      | Bloomfield Road                 | Blackpool                        | 16 616           | Blackpool                         | EFL League One                                       | 1899      |     |
| 55                      | County Ground                   | Swindon                          | 15 547           | Swindon Town                      | EFL League Two                                       | 1892      |     |
| 56                      | Eco-Power Stadion               | Doncaster                        | 15 148           | Doncaster Rovers                  | EFL League Two                                       | 2007      |     |
| 57                      | Vale Park                       | Burslem, Stoke-on-Trent          | 15 036           | Port Vale                         | EFL League Two                                       | 1950      |     |
| 58                      | Prenton Park                    | Birkenhead                       | 15 012           | Tranmere Rovers                   | EFL League Two                                       | 1912      |     |
| 59                      | London Road                     | Peterborough                     | 13 513           | Peterborough United               | EFL League One                                       | 1913      |     |
| 60                      | Boundary Park                   | Oldham                           | 13 513           | Oldham Athletic                   | National League                                      | 1904      |     |
| 61                      | Kassam Stadion                  | Littlemore, Oxford               | 12 537           | Oxford United                     | EFL Championship                                     | 2001      |     |
| 62                      | Roots Hall                      | Southend                         | 12 392           | Southend United                   | National League                                      | 1952      |     |
| 63                      | New York Stadion                | Rotherham                        | 12 088           | Rotherham United                  | EFL League One                                       | 2012      |     |
| 64                      | Leigh Sports Village            | Leigh                            | 12 000           | Manchester United Women           | Women’s Super League                                 | 2008      |     |
| 65                      | Gateshead International Stadion | Gateshead                        | 11 800           | Gateshead                         | National League                                      | 1955      |     |
| 66                      | Gigg Lane                       | Bury                             | 11 640           | Bury                              | North West Counties Football League Premier Division | 1885      |     |
| 67                      | Priestfield Stadion             | Gillingham                       | 11 582           | Gillingham                        | EFL League Two                                       | 1893      |     |
| 68                      | Dean Court                      | Kings Park, Bournemouth          | 11 307           | AFC Bournemouth                   | Premier League                                       | 1910      |     |
| 69                      | Bescot Stadion                  | Bescot, Walsall                  | 10 863           | Walsall                           | EFL League Two                                       | 1990      |     |
| 70                      | Edgeley Park                    | Edgeley, Stockport               | 10 800           | Stockport County                  | EFL League One                                       | 1891      |     |
| 71                      | Sincil Bank                     | Lincoln                          | 10 780           | Lincoln City                      | EFL League One                                       | 1895      |     |
| 72                      | The Shay                        | Halifax                          | 10 561           | FC Halifax Town                   | National League                                      | 1921      |     |
| 72                      | The Shay                        | Halifax                          | 10 561           | Halifax (rögbi)                   | RFL Championship                                     | 1921      |     |
| &0000000000001000000000 | Racecourse Ground               | Wrexham                          | 10 500           | Wrexham                           | EFL League One                                       | 1801      |     |
| 73                      | SMH Group Stadion               | Chesterfield                     | 10 400           | Chesterfield                      | EFL League Two                                       | 2010      |     |
| 74                      | Kenilworth Road                 | Luton                            | 10 265           | Luton Town                        | EFL Championship                                     | 1905      |     |
| 75                      | Gresty Road                     | Crewe                            | 10 109           | Crewe Alexandra                   | EFL League Two                                       | 1906      |     |
| 76                      | Colchesteri Közösségi Stadion   | Colchester                       | 10 105           | Colchester United                 | EFL League Two                                       | 2008      |     |
| 77                      | New Meadow                      | Shrewsbury                       | 9 875            | Shrewsbury Town                   | EFL League One                                       | 2007      |     |
| 78                      | Memorial Stadion                | Horfield, Bristol                | 9 834            | Bristol Rovers                    | EFL League One                                       | 1921      |     |
| 79                      | Huish Park                      | Yeovil                           | 9 665            | Yeovil Town                       | National League                                      | 1990      |     |
| 80                      | Adams Park                      | High Wycombe                     | 9 558            | Wycombe Wanderers                 | EFL League One                                       | 1990      |     |
| 811                     | Spotland                        | Rochdale                         | 9 507            | Rochdale                          | National League                                      | 1878      |     |
| 811                     | Spotland                        | Rochdale                         | 9 507            | Rochdale Hornets (rögbi)          | RFL League 1                                         | 1878      |     |
| 82                      | Field Mill                      | Mansfield                        | 9 376            | Mansfield Town                    | EFL League One                                       | 1861      |     |
| 83                      | Brisbane Road                   | Leyton, London                   | 9 253            | Leyton Orient                     | EFL League One                                       | 1937      |     |
| 83                      | Brisbane Road                   | Leyton, London                   | 9 253            | Tottenham Hotspur Women           | Women’s Super League                                 | 1937      |     |
| 84                      | Glanford Park                   | Scunthorpe                       | 9 183            | Scunthorpe United                 | National League North                                | 1988      |     |
| 85                      | Plough Lane                     | Wimbledon, London                | 9 150            | AFC Wimbledon                     | EFL League Two                                       | 2020      |     |
| 86                      | Blundell Park                   | Cleethorpes                      | 9 031            | Grimsby Town                      | EFL League Two                                       | 1899      |     |
| 87                      | Twerton Park                    | Twerton, Bath                    | 8 880            | Bath City                         | National League South                                | 1909      |     |
| &0000000000001000000000 | Rodney Parade                   | Newport                          | 8 722            | Newport County                    | EFL League Two                                       | 1877      |     |
| 88                      | St James Park                   | Exeter                           | 8 714            | Exeter City                       | EFL League One                                       | 1904      |     |
| 89                      | Yorki Közösségi Stadion         | Huntington, York                 | 8 500            | York City                         | National League                                      | 2021      |     |
| 89                      | Yorki Közösségi Stadion         | Huntington, York                 | 8 500            | York Knights (rögbi)              | RFL Championship                                     | 2021      |     |
| 90                      | The Walks                       | King’s Lynn                      | 8 200            | King’s Lynn Town                  | National League                                      | 1881      |     |
| 91                      | Abbey Stadion                   | Cambridge                        | 8 024            | Cambridge United                  | EFL League One                                       | 1932      |     |
| 92                      | Victoria Park                   | Hartlepool                       | 7 833            | Hartlepool United                 | National League                                      | 1886      |     |
| 93                      | Sixfields Stadion               | Northampton                      | 7 798            | Northampton Town                  | EFL League One                                       | 1994      |     |
| 94                      | Broadhall Way                   | Stevenage                        | 7 426            | Stevenage                         | EFL League One                                       | 1961      |     |
| 95                      | Recreation Ground               | Aldershot                        | 7 100            | Aldershot Town                    | National League                                      | 1927      |     |
| 96                      | Pirelli Stadion                 | Burton-upon-Trent                | 7 088            | Burton Albion                     | EFL League One                                       | 2005      |     |
| 97                      | Academy Stadion                 | Manchester                       | 7 000            | Manchester City Women             | Women’s Super League                                 | 2014      |     |
| 98                      | Whaddon Road                    | Cheltenham                       | 6 923            | Cheltenham Town                   | EFL League Two                                       | 1927      |     |
| 99                      | York Street                     | Boston                           | 6 643            | Boston United                     | National League                                      | 1933      |     |
| 100                     | Holker Street                   | Barrow-in-Furness                | 6 500            | Barrow                            | EFL League Two                                       | 1909      |     |
| 101                     | Plainmoor                       | Torquay                          | 6 500            | Torquay United                    | National League South                                | 1921      |     |
| 102                     | Bower Fold                      | Stalybridge                      | 6 500            | Stalybridge Celtic                | Northern Premier League Division One West            | 1906      |     |
| 103                     | Moss Rose                       | Macclesfield                     | 6 335            | Macclesfield                      | Northern Premier League Premier Division             | 1891      |     |
| 104                     | New Bucks Head                  | Telford                          | 6 300            | AFC Telford United                | National League                                      | 2003      |     |
| 105                     | Globe Arena                     | Morecambe                        | 6 241            | Morecambe                         | EFL League Two                                       | 2010      |     |
| 106                     | Aggborough                      | Kidderminster                    | 6 238            | Kidderminster Harriers            | National League North                                | 1884      |     |
| 107                     | Moss Lane                       | Altrincham                       | 6 085            | Altrincham                        | National League                                      | 1910      |     |
| 108                     | Victoria Road                   | Dagenham, London                 | 6 078            | Dagenham & Redbridge              | National League                                      | 1917      |     |
| 108                     | Victoria Road                   | Dagenham, London                 | 6 078            | West Ham Women                    | Women’s Super League                                 | 1917      |     |
| 109                     | Keys Park                       | Cannock, Hednesford              | 6 039            | Hednesford Town                   | Northern Premier League Division One West            | 1995      |     |
| 110                     | Haig Avenue                     | Blowick, Southport               | 6 008            | Southport                         | National League                                      | 1905      |     |
| 111                     | Kingfield Stadion               | Woking                           | 6 000            | Woking                            | National League                                      | 1921      |     |
| 112                     | Mill Farm                       | Wesham                           | 6 000            | AFC Fylde                         | National League                                      | 2016      |     |
| 113                     | The Camrose                     | Basingstoke                      | 6 000            | Basingstoke Town                  | Southern Football League South Division              | 1945      |     |
| 114                     | Cherrywood Road                 | Farnborough                      | 6 000            | Farnborough                       | National League South                                | 1975      |     |
| 115                     | Broadfield Stadion              | Crawley                          | 5 907            | Crawley Town                      | EFL League One                                       | 1997      |     |
| 115                     | Broadfield Stadion              | Crawley                          | 5 907            | Brighton & Hove Albion Women      | Women’s Super League                                 | 1997      |     |
| 116                     | Crabble Athletic Ground         | Dover                            | 5 745            | Dover Athletic                    | National League South                                | 1897      |     |
| 117                     | Damson Park                     | Solihull                         | 5 500            | Solihull Moors                    | National League                                      | 1998      |     |
| 118                     | Crown Ground                    | Accrington                       | 5 278            | Accrington Stanley                | EFL League Two                                       | 1968      |     |
| 119                     | Westleigh Park                  | Havant                           | 5 250            | Havant & Waterlooville            | National League South                                | 1982      |     |
| 120                     | Ten Acres                       | Eastleigh                        | 5 250            | Eastleigh                         | National League                                      | 1957      |     |
| 121                     | The Hive Stadion                | Canons Park, London              | 5 233            | Barnet                            | National League                                      | 2013      |     |
| 122                     | Highbury Stadion                | Fleetwood                        | 5 137            | Fleetwood Town                    | EFL League Two                                       | 1939      |     |
| 123                     | Deva Stadion                    | Chester                          | 5 126            | Chester                           | National League North                                | 1992      |     |
| 124                     | Gander Green Lane               | Sutton, London                   | 5 049            | Sutton United                     | National League                                      | 1912      |     |
| 125                     | Moor Lane                       | Kersal, Salford                  | 5 032            | Salford City                      | EFL League Two                                       | 1978      |     |
| 126                     | Wetherby Road                   | Harrogate                        | 5 021            | Harrogate Town                    | EFL League Two                                       | 1920      |     |
| 127                     | Stonebridge Road                | Northfleet, Gravesend            | 5 011            | Ebbsfleet United                  | National League                                      | 1905      |     |
| 128                     | The New Lawn                    | Nailsworth                       | 5 009            | Forest Green Rovers               | National League                                      | 2006      |     |
| 129                     | Hayes Lane                      | Bromley, London                  | 5 000            | Bromley                           | EFL League Two                                       | 1938      |     |
| 129                     | Hayes Lane                      | Bromley, London                  | 5 000            | Crystal Palace Women              | Women’s Super League                                 | 1938      |     |
| *                       | Kingsmeadow                     | Kingston, London                 | 4 850            | Chelsea Women                     | Women’s Super League                                 | 1989      |     |
| *                       | Walton Hall Park                | Walton, Liverpool                | 2 200            | Everton Women                     | Women’s Super League                                 | 2020      |     |

1. ↑  Korábban Olimpiai Stadion néven ismert.
2. ↑  Kapacitás 66 ezerről 62 500-ra csökkentve
3. ↑  UEFA-kiírásokban Arsenal Stadion néven ismert.
4. ↑  Szponzorációs nevén Etihad Stadion.
5. 1 2 3 4  Walesben található, de a csapat az angol labdarúgó-bajnokságokban játszik
6. ↑  Korábban Walkers Stadion néven ismert.
7. ↑  Szponzorációs nevén The American Express Közösségi Stadion.
8. ↑  Korábban Britannia Stadion néven ismert.
9. ↑  Korábban Boltoni Egyetemi Stadion, Reebok Stadion és Macron Stadion néven ismert.
10. ↑  Korábban KC Stadion és KCOM Stadion néven ismert.
11. ↑  Korábban JJB Stadion és DW Stadion néven ismert.
12. ↑  Szponzorációs nevén Northern Commercials Stadion.
13. ↑  Szponzorált nevén Select Car Leasing Stadion
14. ↑  Szponzorált nevén John Smith Stadion, korábban: Alfred McAlpine Stadion és Galpharm Stadion.
15. ↑  Megosztva az Ospreys rögbicsapattal
16. ↑  Szponzorációs nevén Totally Wicked Stadion.
17. ↑  A QPR a stadionnak a Kiyan Prince Foundation Stadion nevet adta 2019–2022 között, Kiyan Prince meggyilkolt utánpótlás-játékos tiszteletére.
18. ↑  Szponzorációs nevén Gtech Közösségi Stadion
19. ↑  Szponzorációs nevén The Weston Homes Stadion.
20. ↑  Szponzorációs nevén Vitality Stadion.
21. ↑  Szponzorációs nevén Banks’s Stadion.
22. ↑   Szponzorációs nevén LNER Stadion.
23. ↑  Korábban B2net & ProAct Stadion néven ismert.
24. ↑  Szponzorált nevén Jobserve Közösségi Stadion.
25. ↑  Szponzorációs nevén One Call Stadion.
26. ↑  Szponzorációs nevén Breyer Group Stadion.
27. ↑  Megosztva a Dragons és a Newport RFC rögbicsapatokkal.
28. ↑  Szponzorált nevén LNER Közösségi Stadion
29. ↑  Szponzorációs nevén Lamex Stadion.
30. ↑  Szponzorációs nevén EBB Stadion.
31. ↑  Szponzorációs nevén World of Smile Stadion.
32. ↑  Szponzorációs nevén Mazuma Stadion.
33. ↑  Szponzorációs nevén Chigwell Construction Stadion, korábban: London Borough of Barking and Dagenham Stadion.
34. ↑  Szponzorációs nevén Soccer AM Stadion.
35. ↑  Szponzorált nevén The People’s Pension Stadion.
36. ↑  Szponzorációs nevén Wham Stadion.
37. ↑  Szponzorációs nevén Silverlake Stadion.
38. ↑  Az angol és walesi határon.
39. 1 2  Helyet kapott a listán, mert használják a női első osztályban, de pontos helyezése nem ismert.

## Tervezett stadionok
Stadionok, amik jelenleg építés alatt állnak, és a közeljövőben nyitják meg.
| Stadion                                      | Várható befogadóképesség | Csapat              | Részletek |
| -------------------------------------------- | ------------------------ | ------------------- | --- |
| Manchester United stadionprojekt (tervezett) | ~100 000                 | Manchester United   | A Manchester United 2025 márciusában jelentette be, hogy tervez felépíteni egy új, 100 ezer befogadóképességgel rendelkező stadiont az Old Trafford mellé, amely Európa legnagyobb és a világ második legnagyobb labdarúgó-stadionja lenne. |
| Power Court (tervezett)                      | ~23 500                  | Luton Town          | A terveket 2019 januárjában hagyták jóvá egy új, 17 500 férőhelyes stadion felépítésére Luton központjában, az eredeti elképzelések szerint 2020-ra elkészült volna. A Covid19-pandémia, illetve a Luton Town Premier League-be való feljutása következtében viszont elhalasztották. Ezt követően megváltoztatták az eredeti terveket, és 23 500 főre növelték a befogadóképességet. Az építkezés még nem kezdődött meg. |
| Kidlington Triangle (tervezett)              | ~16 000                  | Oxford United       | Új stadion Kidlingtonban, (Oxfordshire). Az Oxford bérlete a Kassam Stadionra 2026-ban jár le, így ekkorra tervezték befejezni az új arénát. Az Oxford Parkway vonatállomás közelében fog elhelyezkedni, a tervezés még nem fejeződött be. |
| Northfleeti Közösségi Stadion (tervezett)    | ~8000                    | Ebbsfleet United    | A Northfleeti kikötő regenerációja részeként. A terveket 2024 áprilisában hagyta jóvá a Gravesham kerületi bizottság, A tervek szerint a 2025–2026-os szezonra készült volna el. |
| Eco Park (tervezett)                         | ~5000                    | Forest Green Rovers | A stadiont Zaha Hadid tervezte 2016-ban, a világ első fából épített stadionja lenne. A tervezési engedélyt a kerületi bizottság 2019 decemberében hagyta jóvá. |

## Lásd még
- Skót labdarúgó-stadionok listája
- Walesi labdarúgó-stadionok listája
- Labdarúgó-stadionok listája
- Európai labdarúgó-stadionok listája